# NGC 6756
NGC 6756 est un jeune amas ouvert situé dans la constellation de l'Aigle. Il a été découvert par l'astronome germano-britannique William Herschel en 1791.
Selon la classification des amas ouverts de Robert Trumpler, cet amas renferme entre 50 et 100 étoiles (lettre m) dont la concentration est forte (I) et dont les magnitudes se répartissent sur un intervalle moyen (le chiffre 2) ou petit (le chiffre 1).

## Observation
Avec une magnitude visuelle de 10,6, on peut observer l'amas avec un télescope dont l'ouverture est au moind de 150 mm.

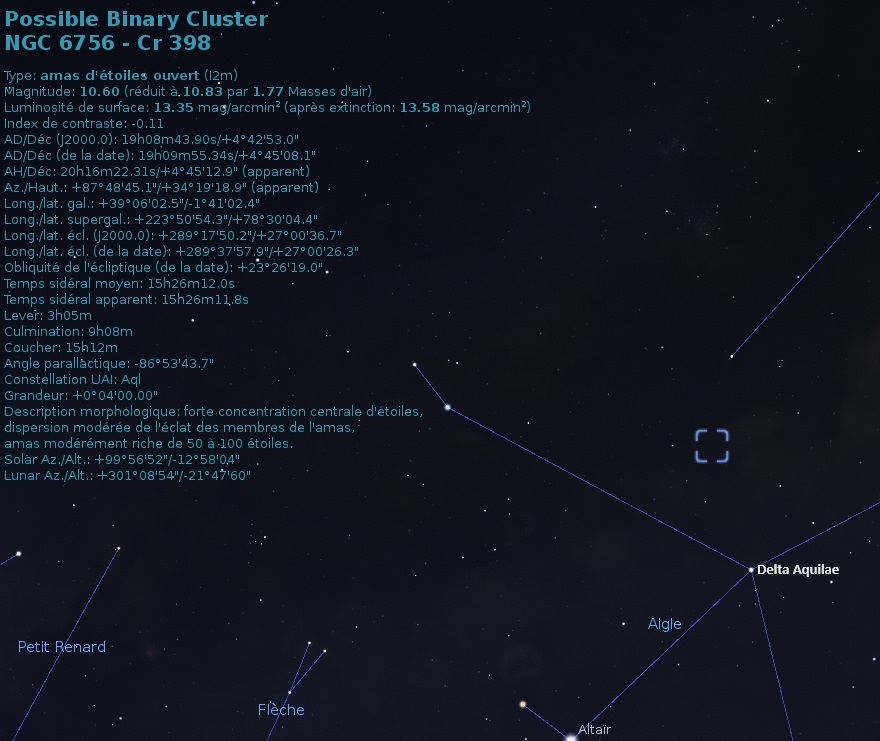
Localisation de NGC 6756 dans la constellation de Scorpion. (Stellarium)

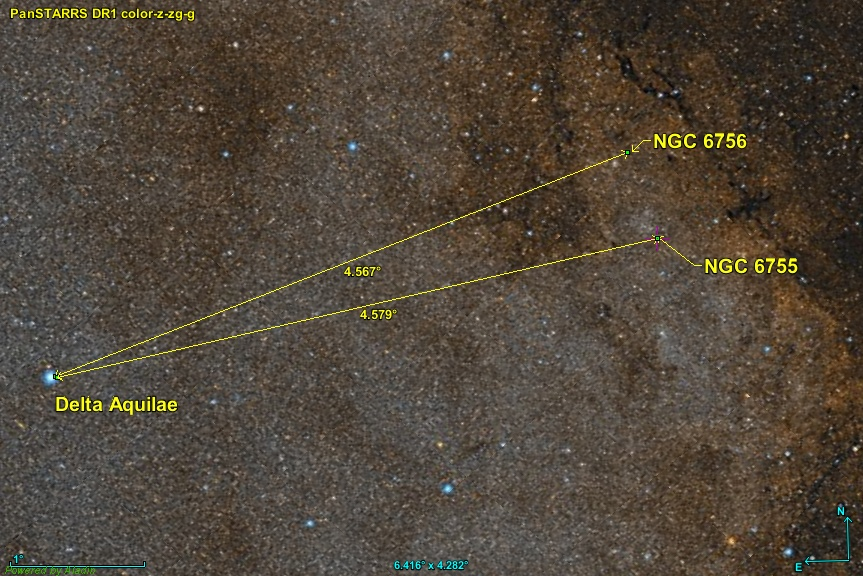
Position de NGC 6756 par rapport à deux étoiles.

NGC 6756 est situé à environ 4,6 degrés au sud-ouest de l'étoile Delta Aquilae. L'amas ouverts NGC 6755 est situé tout près sur la sphère céleste, toutefois sa distance est près de la moitié de celle de NGC 6756. 

## Distance et taille
Trois distances basées sur les mesures prises par le satellite Gaia sont indiquées sur la base de données astronomique Simbad : 3 166 pc, 3 214 pcs et 2 814 pc. La moyenne et l'écart-type de ces trois mesures est 3 065 ± 178 pc (∼10 000 al). Une quatrième valeur de 1 951 pc est aussi indiquée sur Simbad et le site WEBDA indique une valeur de 1 507 pc.
La taille apparente de l'amas est de  4 minutes d'arc, ce qui, en supposant une distance égale à 3 065 ± 82 pc et grâce à un calcul simple, équivaut à une taille réelle de 11,6 ± 0,7 a.l..